# Agathabrot

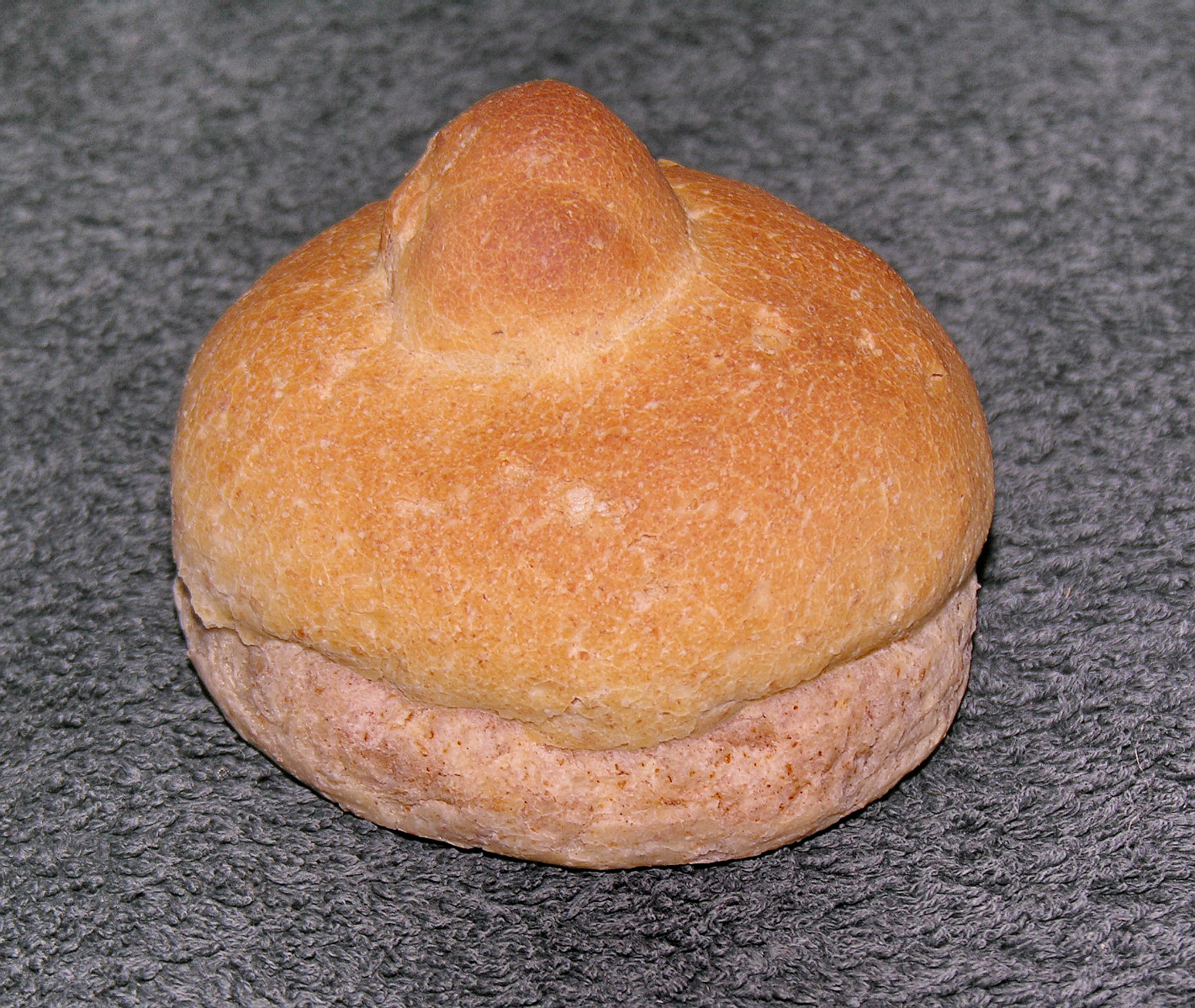
Ein Agathabrötchen aus Südfrankreich

Agathabrot oder Agathenbrot (schweizerisch auch: Agatha-Brötli) wird in vielen katholischen Gegenden der Alpen am 5. Februar, dem Gedenktag der heiligen Agatha von Catania, oder an dessen Vorabend gesegnet und verteilt.

## Geschichte
Agathabrot wurde als Schutz vor Fieber und Krankheiten der Brust angesehen und sollte gegen Heimweh helfen, das ja oft „wie Feuer brennt“. Man gab dieses Brot, das als Sinnbild für die beim Martyrium der Heiligen abgeschnittenen Brüste steht, Frauen gleich nach der Geburt eines Kindes, um den Milchfluss zu sichern. Dem Vieh wurde es vor dem Almauftrieb verfüttert, damit sich die Kühe vertragen sollten, Ochsen vor dem ersten Anspannen vor einem Pflug und Kühen vor dem Kalben. In den Ställen wurde ein Stück deponiert und galt als Schutz- und Heilmittel für das Vieh. Die Bauern nahmen das Agathabrot mit auf die Alp, um es in den Hütten als Schutz für das Vieh neben dem Kreuz hinzustellen. Schon vor dem Weideauftrieb wurden die Tiere mit einem Stückchen gefüttert, um Unheil von den Tieren fernzuhalten. In Ecken gestreute Krumen dieses Brotes bewahren vor Feuer. Manchmal wurden in den ersten Brotlaib, der beim Brotbacken in den Backofen kam, die fünf Finger der rechten Hand eingedrückt und dazu ein Segenswunsch gesprochen. Wenn eine Feuersbrunst im Ort ausbrach, wurde dieser Grifflaib ins Feuer geworfen.

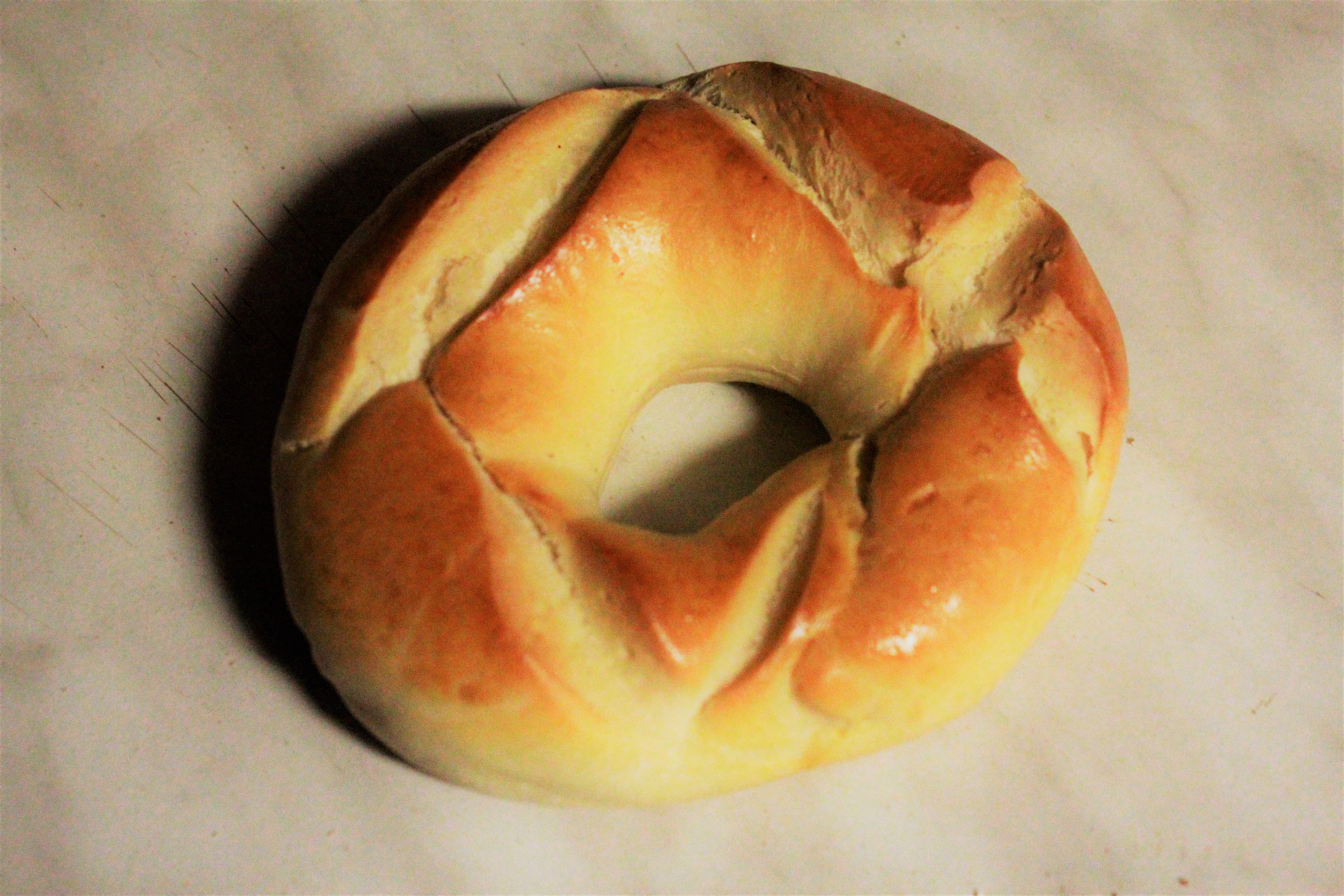
Ein Agatharingli aus der Schweiz

Agathabrot, in das ein Kreuz geschnitten wird, oder Agathabrötchen, die meist wie kleine Brüste geformt sind, wurde zum Segnen in die Kirche gebracht. Der Pfarrer kommt aber teilweise auch schon am frühen Morgen direkt in die Bäckerei und segnet dort das ofenfrische Brot. Manchmal werden die Brotlaibe mit einem Agathazettel, auch in Form eines verzierten Papierherzens, versehen. In der Schweiz ist das Agathabrot meist brezelförmig, daneben gibt es auch Agatharingli, ein Weißbrotgebäck in Ringform, das aus gesegnetem Mehl hergestellt wird.
Mit dem Agathabrot sind viele bäuerliche Bräuche verbunden: So sollte immer ein Stück Agathabrot im Hause aufbewahrt werden, was angeblich nicht schimmlig werden konnte. Dadurch wurde sichergestellt, dass immer ausreichend Brot für die Familie vorhanden war. Agathabrot wurde Kranken gereicht sowie Dienstboten, die eine neue Stelle antraten, und sogar an Haustiere.
Auf dem Kristberg nördlich von Silbertal in Vorarlberg wurde Anfang des 16. Jahrhunderts eine der heiligen Agatha geweihte Kirche errichtet, der Überlieferung nach als Einlösung des Gelübdes zur Rettung verschütteter Bergleute aus dem eingestürzten Stollen des Silberbergwerks an dieser Stelle. Bis heute wird hier am Gedenktag in einem festlichen Gottesdienst Agathenbrot gesegnet. 
In der Pfarrkirche von Agathazell bei Immenstadt, die der Heiligen geweiht ist, werden nach altem Brauch am Gedenktag der Heiligen mehrere Körbe Weißbrot geweiht und an die Armen der Stadt verteilt. 
Die heilige Agatha ist Schutzpatronin der Feuerwehr. Der Überlieferung nach soll ein Lavastrom auf dem Ätna mit Hilfe der Reliquie des Schleiers der heiligen Agatha zum Stillstand gebracht worden sein. Auch in Zug kursieren solche Geschichten. Ein Brand in der Zeughausgasse soll erst gelöscht worden sein, nachdem die Löschtruppe zwei gesegnete Agathabrötchen ins Feuer warf.